# Christian Janiesch
Christian Janiesch (* 1977) ist ein deutscher Wirtschaftsinformatiker und Hochschullehrer. Er ist Professor für Enterprise Computing an der Technischen Universität Dortmund. Sein Forschungsschwerpunkt liegt in den Bereichen Geschäftsprozessmanagement und dem Management Künstlicher Intelligenz.

## Werdegang
Er studierte an der Westfälischen Wilhelms-Universität Münster Wirtschaftsinformatik mit Abschluss als Bachelor und Master of Science in Information Systems. Anschließend promovierte er ebenfalls in Münster von 2003 bis 2007 am Lehrstuhl von Jörg Becker. Seine kumulative Dissertation trägt den Titel Contextual Method Design: Constructing Adaptable Modeling Methods for Information Systems Development. Anschließend arbeitete er für mehrere Jahre als Senior Researcher am SAP Research Center der SAP in Brisbane, Australien. Er leitete dort u. a. das Slipstream-Projekt, in dem es um die Nutzbarmachung des Complex Event Processing für das Prozessmanagement ging. 2011 wechselte in die Gruppe von Stefan Tai an das Karlsruher Institut für Technologie, bevor er 2014 als Juniorprofessor für Information Management an die Julius-Maximilians-Universität Würzburg berufen wurde. Nach kurzen Aufenthalten an der Technischen Universität Dresden und der HAW Landshut folgte er 2021 dem Ruf auf die Professur für Enterprise Computing an der Technischen Universität Dortmund.

## Forschung und Lehre
Janieschs Forschung fokussiert sich auf die Entwicklung von intelligenten, prozessorientierten Informationssystemen sowie deren Einbettung im organisationalen Kontext der Unternehmung. Seine gestaltungsorientierte Forschung verbindet dabei insbesondere die Themenfelder Geschäftsprozessmanagement, Business Analytics und Künstliche Intelligenz. Sie zielt darauf ab, neue Design-Theorien zu entwickeln. Während die konzeptuelle und modellhafte Gestaltung von Systemen stets ein Fokus seiner Forschung war, stehen heute die Chancen und Herausforderungen der Digitalisierung und insbesondere des maschinellen Lernens für die Informationssystementwicklung und den Einsatz in der unternehmerischen Praxis im Vordergrund. Anwendung findet diese Forschung vornehmlich im Umfeld des Industrial Internet of Things und der Robotic Process Automation. Seine Lehre an der TU Dortmund behandelt Themen aus den Bereichen Geschäftsprozessmanagement, Process-Mining, Business Analytics, und Informationsmodellierung. Janiesch unterrichtete außerdem als Flying Faculty an der Vietnamesisch-Deutschen Universität in Ho-Chi-Minh-Stadt. Darüber hinaus begutachtet er Anträge für Forschungsförderer wie die Deutsche Forschungsgemeinschaft.

## Mitwirkung bei wissenschaftlichen Journalen
Des Weiteren ist er für verschiedene internationale Journale tätig, u. a. als Gutachter für Decision Support Systems, Information Systems Journal sowie im Department Editorial Board für Business Process Management von Business & Information Systems Engineering, Electronic Markets, dem International Journal of Management Reviews und dem Journal of Business Analytics.

## Mitgliedschaften
- Die Wirtschaftsinformatik e.V.
- Gesellschaft für Informatik e.V.
- Verband der Hochschullehrerinnen und Hochschullehrer für Betriebswirtschaft e.V. (VHB)
- Association for Information Systems (AIS)
- World Wide Fund for Nature (WWF)

## Publikationen (Auswahl)
- M. Fischer, A. Hofmann, F. Imgrund, C. Janiesch, A. Winkelmann: On the Composition of the Long Tail of Business Processes: Implications from a Process Mining Study. In: Information Systems. Band 97, 2021, S. 101689. doi:10.1016/j.is.2020.101689
- M. Fischer, F. Imgrund, C. Janiesch, A. Winkelmann: Strategy Archetypes for Digital Transformation: Defining Meta Objectives using Business Process Management. In: Information & Management. Band 57, 2020, S. 103262. doi:10.1016/j.im.2019.103262
- K. Heinrich, P. Zschech, C. Janiesch, M. Bonin: Process Data Properties Matter: Introducing Gated Convolutional Neural Networks (GCNN) and Key-Value-Predict Attention Networks (KVP) for Next Event Prediction with Deep Learning. In: Decision Support Systems. Band 143, 2021, S. 113494. doi:10.1016/j.dss.2021.113494
- L.-V. Herm, K. Heinrich, J. Wanner, C. Janiesch: Stop Ordering Machine Learning Algorithms by their Explainability! A User-Centered Investigation of Performance and Explainability. In: International Journal of Information Management, forthcoming. 2022. doi:10.1016/j.ijinfomgt.2022.102538
- C. Janiesch, P. Zschech, K. Heinrich: Machine Learning and Deep Learning. In: Electronic Markets. Band 31, 2021, S. 685–695. doi:10.1007/s12525-021-00475-2
- C. Janiesch, C. Rosenkranz, U. Scholten: An Information Systems Design Theory for Service Network Effects. In: Journal of the Association for Information Systems. Band 21, 2020, S. 1402–1460. doi:10.17705/1jais.00642
- S. Schulte, C. Janiesch, S. Venugopal, I. Weber, P. Hoenisch: Elastic Business Process Management: State of the Art and Open Challenges for BPM in the Cloud. In: Future Generation Computer Systems. Band 46, 2015, S. 36–50. doi:10.1016/j.future.2014.09.005
- P. Zschech, R. Horn, D. Höschele, C. Janiesch, K. Heinrich: Intelligent User Assistance for Automated Data Mining Method Selection. In: Business & Information Systems Engineering. Band 62, 2020, S. 227–247. doi:10.1007/s12599-020-00642-3

## Auszeichnungen und Ehrungen
- 2022: Best-Paper-Award Pacific Asia Conference on Information Systems (PACIS)[14]
- 2021: Best-Paper-Award International Conference on Business Process Management RPA Forum[15]
- 2020: Best-Paper-Award International Conference on Business Process Management[16]
- 2020: Best-Paper-Award Internationale Tagung Wirtschaftsinformatik (WI)[17]
- 2015: Emerald Citations of Excellence for 2015 Award[18]